# Wally Rank
Wallace Aliifua "Wally" Rank (nacido el 1 de marzo de 1958 en Fort Ord, California) es un exjugador de baloncesto estadounidense de origen samoano, que jugó una temporada en la NBA y una más en la liga italiana. Con 2.06 metros de estatura, jugaba en la posición de escolta.

## Trayectoria deportiva

### Universidad
Jugó durante cuatro temporadas con los Spartans de la Universidad Estatal de San José, en las que promedió 14,0 puntos y 6,5 rebotes por partido. Posee el récord de puntos en un partido de su universidad, con 40 que anotó ante Sacramento State. Fue incluido dos veces en el segundo mejor quinteto de la Pacific Coast Athletic Association y el último año en elprimero, en el cual también fue elegido como mejor jugador del torneo de la conferencia.

### Profesional
Fue elegido en la nonagésimo novena posición del Draft de la NBA de 1980 por San Diego Clippers, con los que jugó una temporada, en la que promedió 2,2 puntos y 1,2 rebotes por partido.
Tras no renovar con los Clippers, fichó por el Basket Rimini de la Serie A2 italiana, con los que promedió 18,9 puntos y 4,6 rebotes por partido.

### Selección nacional
En 1993 disputó el Campeonato FIBA Oceanía con la selección de Samoa Occidental.

## Estadísticas de su carrera en la NBA

### Temporada regular
| Temporada | Edad | Equipo             | Liga | P  | TIT | MIN | TC  | TCA | %TC  | 3P  | 3PA | %3P | TL  | TLA | %TL  | R.OF. | R.DEF. | REB | ASIS | ROB | TAP | PER | FP  | PTS |
| 1980-81   | 22   | San Diego Clippers | NBA  | 25 |     | 6.1 | 0.8 | 2.3 | .368 | 0.0 | 0.0 |     | 0.5 | 1.1 | .464 | 0.7   | 0.5    | 1.2 | 0.7  | 0.3 | 0.0 | 1.0 | 1.3 | 2.2 |
| Total     |      |                    | NBA  | 25 |     | 6.1 | 0.8 | 2.3 | .368 | 0.0 | 0.0 |     | 0.5 | 1.1 | .464 | 0.7   | 0.5    | 1.2 | 0.7  | 0.3 | 0.0 | 1.0 | 1.3 | 2.2 |